# Unión Atlético Aragua
El Unión Atlético Aragua fue un equipo de fútbol venezolano, que tenía como sede la ciudad de Maracay, fundado en 1982. En aquellos días, participó en ligas amateur con el nombre de Soliel FC. Fundado en el año 2007 bajo el nombre "Unión Atlético Aragua", participó en 2 ocasiones en la Segunda División de Venezuela.

## Participación en los Torneos Profesionales de FVF
Comenzó su participación en la Tercera División Venezolana 2008/09, en el Torneo Apertura 2008, tomando parte en el Grupo Central II. Sumó un total de 19 puntos en 10 partidos disputados, con solo una derrota a lo largo del semestre, superando por 2 puntos a La Victoria FC, terminando como el líder del grupo. Para el siguiente semestre, disputó el Torneo Clausura 2009, partió con una bonificación de 1 punto tras haber sido líder de grupo el torneo pasado. Fueron 20 las unidades sumadas. obteniendo en el semestre 5 victorias, 2 empates y 2 derrotas, terminando en la segunda posición, esta vez La Victoria FC fue el líder de grupo con 26 unidades.
Para la temporada siguiente, es invitado a participar en la Segunda División B Venezolana 2009/10, temporada que comenzó con el Apertura 2009, donde el equipo aragüeño tomó parte en la división central. Lideró la división central con un total de 23 unidades en 10 partidos, perdiendo solo un compromiso en todo el semestre. Tras ser líder de su división, disputó la serie final junto a Minasoro FC y Lotería del Táchira FC (Líderes de las Zonas Oriental y Occidental, respectivamente), en un triangular para definir al campeón del torneo, siendo el equipo de El Callao quien lograra el título. En el siguiente torneo de la temporada, el Clausura 2010, Lideró la división central con un total de 19 puntos, superando por un punto a Atlético Cojedes, el rival que le propinó la única derrota en todo el semestre, en partido escenificado en el Estadio Olímpico de San Carlos, cuyo resultado fue 1-0. Enfrentó justamente a los mismos rivales de la serie final del Apertura: Minasoro FC y Lotería del Táchira FC, siendo esta vez el cuadro "lotero" quien ganara el título; logra el ascenso a la Segunda División de Venezuela para la temporada siguiente, tras ser líder de la tabla acumulada de la zona central con 42 puntos sumados en total.

## El Ascenso a la Segunda División
Tras haber sido campeón absoluto de su zona en la "Segunda B", compite en la Segunda División Venezolana 2010/11, en el Grupo Centro-Oriental, compitiendo con rivales como Tucanes de Amazonas, UCV FC y Fundación Cesarger FC. Culminó el Apertura 2010 en la sexta casilla con 21 puntos, tras lograr 5 triunfos, 6 empates y 7 derrotas a lo largo del semestre. Para el Clausura 2011, termina en la octava posición con apenas 16 puntos y 8 derrotas en 17 partidos, culminando así su primera temporada en la categoría.
Para la siguiente temporada, la Segunda División Venezolana 2011/12, el equipo deja de jugar en el estadio Héroes de San Mateo de la localidad de San Mateo, para mudarse a Turmero, donde jugó en el Estadio Giuseppe Antonelli. En el Torneo Apertura 2011, compitió en el Grupo Central junto a rivales como Estrella Roja FC, Arroceros de Calabozo, y Sport Club Guaraní, culminando en la séptima posición, con 16 puntos en 14 partidos, la mitad de los compromisos disputados por el cuadro aragüeño (7) culminaron con empate. Pasó a disputar el Torneo de Promoción y Permanencia 2012 en la segunda mitad de la temporada, para luchar por su permanencia en la Segunda División. Siendo parte del Grupo Central, termina en la octava posición de grupo, con 14 puntos y 10 derrotas a lo largo del semestre, consumando así el regreso a la Tercera División de Venezuela para la temporada siguiente.
Tras haber descendido a la Tercera División, cede su cupo al renaciente Unión Lara SC, que regresó a la competición tras algunos años ausente, con esto el equipo termina su participación en los torneos profesionales de FVF.

## Temporadas en los Torneos Profesionales de FVF
- Tercera División de Venezuela: 1 (Tercera División Venezolana 2008/09)
- Segunda División B de Venezuela: 1 (Segunda División B Venezolana 2009/10 - Campeón Absoluto de la Zona Central)
- Segunda División de Venezuela: 2 (Segunda División Venezolana 2010/11 y Segunda División Venezolana 2011/12)